# 키클롭스둥근잎박쥐
키클롭스둥근잎박쥐 또는 키클롭스잎코박쥐(Hipposideros cyclops)는 잎코박쥐과에 속하는 박쥐의 일종이다. 아프리카 적도 부근 숲에서 발견된다.

## 특징
키클롭스둥근잎박쥐는 비교적 작은 박쥐로 성체의 전체 몸길이는 약 3cm 길이의 꼬리를 포함하여 약 10~13cm이다. 평균 몸무게는 35g 정도이고, 암컷이 약 29g의 수컷보다 현저히 크다. 몸에 부드러운 털이 두껍게 덮여 있으며, 진한 갈색을 띠고 털 끝에 연한 반점이 있어서 희끗희끗하게 보인다. 날개는 아주 진한 갈색으로 거의 검은색을 띤다.